# WTA Tokio II
Das WTA Tokio II (offiziell: Toyota Princess Cup) war ein Damen-Tennisturnier der WTA Tour, das in der japanischen Hauptstadt Tokio ausgetragen wurde. Veranstaltungsort war das Ariake Coliseum im Ariake Tennis Forest Park.
Erstmals wurde dieses Turnier 1990 unter dem offiziellen Namen Nichirei International Championships (auch Nichirei Ladies genannt) ausgetragen, damals noch auf Teppich; ab dem folgenden Jahr wurde auf Hartplatz gespielt.
Ebenfalls in Tokio ausgetragene WTA-Turniere: WTA Tokio (Kōtō) und WTA Tokio.
Offizielle Namen des Turniers:
- 1990–1996: Nichirei International Championships
- 1997–2002: Toyota Princess Cup

Preisgeld:
- 1990–1992: $350.000
- 1993: $375.000
- 1994: $400.000
- 1995: $430.000
- 1996–1998: $450.000
- 1999: $520.000
- 2000: $535.000
- 2001: $565.000
- 2002: $585.000

## Siegerliste

### Einzel
| Jahr | Siegerin                | Finalgegnerin           | Ergebnis      |
| ---- | ----------------------- | ----------------------- | ------------- |
| 1990 | Mary Joe Fernández      | Amy Frazier             | 3:6, 6:2, 6:3 |
| 1991 | Monica Seles            | Mary Joe Fernández      | 6:1, 6:1      |
| 1992 | Monica Seles            | Gabriela Sabatini       | 6:2, 6:0      |
| 1993 | Amanda Coetzer          | Kimiko Date             | 6:3, 6:2      |
| 1994 | Arantxa Sánchez Vicario | Amy Frazier             | 6:1, 6:2      |
| 1995 | Mary Pierce             | Arantxa Sánchez Vicario | 6:3, 6:3      |
| 1996 | Monica Seles            | Arantxa Sánchez Vicario | 6:1, 6:4      |
| 1997 | Monica Seles            | Arantxa Sánchez Vicario | 6:1, 3:6, 7:6 |
| 1998 | Monica Seles            | Arantxa Sánchez Vicario | 4:6, 6:3, 6:4 |
| 1999 | Lindsay Davenport       | Monica Seles            | 7:5, 7:6      |
| 2000 | Serena Williams         | Julie Halard-Decugis    | 7:5, 6:1      |
| 2001 | Jelena Dokić            | Arantxa Sánchez Vicario | 6:4, 6:2      |
| 2002 | Serena Williams         | Kim Clijsters           | 2:6, 6:3, 6:3 |

### Doppel
| Jahr | Siegerinnen                                | Finalgegnerinnen                           | Ergebnis      |
| ---- | ------------------------------------------ | ------------------------------------------ | ------------- |
| 1990 | Mary Joe Fernández Robin White             | Gigi Fernández Martina Navratilova         | 4:6, 6:3, 7:6 |
| 1991 | Mary Joe Fernández Pam Shriver             | Carrie Cunningham Laura Gildemeister       | 6:3, 6:3      |
| 1992 | Mary Joe Fernández Robin White             | Yayuk Basuki Nana Miyagi                   | 6:4, 6:4      |
| 1993 | Lisa Raymond Chanda Rubin                  | Amanda Coetzer Linda Wild                  | 6:4, 6:1      |
| 1994 | Julie Halard Arantxa Sánchez Vicario       | Amy Frazier Rika Hiraki                    | 6:1, 0:6, 6:1 |
| 1995 | Lindsay Davenport Mary Joe Fernández       | Amanda Coetzer Linda Wild                  | 6:3, 6:2      |
| 1996 | Amanda Coetzer Mary Pierce                 | Park Sung-hee Wang Shi-ting                | 6:1, 7:6      |
| 1997 | Monica Seles Ai Sugiyama                   | Julie Halard-Decugis Chanda Rubin          | 6:1, 6:0      |
| 1998 | Anna Kurnikowa Monica Seles                | Mary Joe Fernández Arantxa Sánchez Vicario | 6:4, 6:4      |
| 1999 | Conchita Martínez Patricia Tarabini        | Amanda Coetzer Jelena Dokić                | 6:7, 6:4, 6:2 |
| 2000 | Julie Halard-Decugis Ai Sugiyama           | Nana Miyagi Paola Suárez                   | 6:0, 6:2      |
| 2001 | Cara Black Liezel Huber                    | Kim Clijsters Ai Sugiyama                  | 6:1, 6:3      |
| 2002 | Arantxa Sánchez Vicario Swetlana Kusnezowa | Petra Mandula Patricia Wartusch            | 6:2, 6:4      |